# ويلي غروندين
ويلي غروندين (بالفرنسية: Willy Grondin)‏ (مواليد 12 أكتوبر 1974 في سانت كلوثيلد - فرنسا) لاعب كرة قدم فرنسي يلعب حاليا لصالح نادي الدرجة الأولى باريس سان جيرمان الفرنسي منذ 2009 في مركز حارس مرمى . .

## روابط خارجية
- ويلي غروندين على موقع قاعدة بيانات كرة القدم.إي يو (الإنجليزية)
- ويلي غروندين على موقع ليكيب (الفرنسية)
- ويلي غروندين على موقع Soccerway.com (الإنجليزية)
- ويلي غروندين على موقع كووورة